# Martin XB-33 Super Marauder
Martin XB-33 Super Marauder (Model 190) byl vyvíjen jako výšková varianta středního bombardéru Martin B-26 Marauder. Od B-26 se typ lišil v řadě věcí. Nejzásadnější bylo použití dvojitých svislých ocasních ploch a přetlakové kabiny posádky. U varianty XB-33A měl mít letoun čtyř motorů namísto dvou u varianty XB-33. Projekt byl zastaven ještě před stavbou prototypu.

## XB-33
První verzí XB-33 byl dvoumotorový bombardovací letoun s dvojitými svislými ocasními plochami a přetlakovou kabinou, poháněný motory Wright R-3350. Práce na projektu začaly v roce 1940. Měl nést až 1 800 kg pum. Krátce po začátku prací na této variantě bylo rozhodnuto, že dvoumotorová koncepce neumožní dosáhnout požadovaných výkonů a že je nutné ji radikálně přepracovat. Tak vznikla varianta XB-33A.

### Parametry
- Délka: 22 m
- Rozpětí: 30 m
- Výška: 6,86 m
- Pohon: 2× hvězdicový motor Wright R-3350, 1800 hp (1300 kW)

## XB-33A
XB-33A byla čtyřmotorová varianta typu XB-33. Jeho konstrukce byla zásadně přepracována a letoun byl zvětšen až do rozměrů, srovnatelných s těžkým bombardérem Boeing B-29 Superfortress. Měl unést až 4 500 kg pum. Místo původních nedostatkových motorů Wright R-3350, které poháněly také B-29, měla XB-33A pohánět čtveřice slabších motorů Wright R-2600. Tato varianta zaujala americké armádní letectvo, které objednalo stavbu dvou prototypů a 17. ledna 1942 dokonce sérii 402 kusů, označených B-33A Super Marauder. Měly být vyrobeny v továrně firmy Martin v Omaze ve státě Nebraska. 25. listopadu 1942 ale byl projekt zrušen, aby se firma Martin mohla plně věnovat licenční výrobě B-29.

## Specifikace

### Technické údaje
- Osádka: 7
- Rozpětí: 40,8 m
- Délka: 24,3 m
- Výška: 7,32 m
- Nosná plocha: 153 m²
- Plošné zatížení: 280 kg/m²
- Hmotnost prázdného letounu: 39 000 kg
- Vzletová hmotnost: 43 000 kg
- Pohonná jednotka: 4 × hvězdicový motor Wright R-2600-15
  - Výkon motoru: 1800 hp (1300 kW)

### Plánované výkony
- Nejvyšší rychlost: 555 km/h
- Cestovní rychlost: 389 km/h
- Dostup: 12 000 m
- Dolet: 3000 km

### Výzbroj
- 8 × 12,7mm kulomet
- 4 500 kg pum